# Grafton Manor (Northamptonshire)
Grafton Manor ist ein Herrenhaus und ehemaliges königliches Jagdschloss in Northamptonshire in Großbritannien. Das als Kulturdenkmal der Kategorie Grade II klassifizierte Anwesen liegt westlich der Pfarrkirche St Mary the Virgin in dem kleinen Dorf Grafton Regis.

## Geschichte
Das Herrenhaus wurde ursprünglich vor der Mitte des 15. Jahrhunderts errichtet. Um 1440 erwarb es Richard Woodville, dessen Vorfahren vermutlich schon seit dem Beginn des 13. Jahrhunderts in Grafton Regis ansässig waren. Nachdem der englische König Eduard IV. 1464 zunächst heimlich seine Tochter Elizabeth geheiratet hatte, wurde er zum Earl Rivers erhoben. Er vererbte Grafton Regis an seinen Enkel Thomas Grey, einen Sohn aus der ersten Ehe seiner Tochter Elizabeth. 1528 erwarb der englische König Heinrich VIII. das Herrenhaus durch Tausch von Thomas Grey, 2. Marquess of Dorset, der dafür Besitzungen in Leicestershire erhielt. Er ließ das vernachlässigte Herrenhaus zu einem königlichen Jagdschloss ausbauen, das er häufig benutzte, um im angrenzenden Grafton Park auf die Jagd zu gehen. Für den Ausbau wurden Steine von der abgebrochenen Burg von Castlethorpe in Buckinghamshire verwendet. Der westlich des Herrenhauses gelegene Grafton Park wurde mit dem Wildpark von Potterspury zusammengelegt, dazu wurde in geringer Entfernung von Grafton Regis nördlich von Hartwell ein weiterer Wildpark angelegt. Der König nutzte das Anwesen jedoch nicht nur als Jagdschloss, in dem Herrenhaus fanden auch mehrere Sitzungen des Privy Council statt. 1528 traf sich der König in dem Herrenhaus mit dem päpstlichen Legaten Lorenzo Campeggi, um über seine Scheidung von Katharina von Aragon zu verhandeln, und im September 1529 fand in dem Haus das letzte Treffen des Königs mit seinem Lordkanzler Wolsey statt. 1531 empfing er in Grafton Manor einen ungarischen und 1537 einen schottischen Gesandten. 
Heinrich VIII. war jedoch der einzige englische Monarch, der das Jagdschloss für sich selbst nutzte. Unter seiner Tochter Königin Elisabeth I. wurde das Herrenhaus zuerst an 
William Cecil und später an Robert Dudley, Earl of Leicester verpachtet. Die Königin besuchte ihren Favoriten 1564 und 1568 in Grafton, und Leicester ließ das Haus von 1573 bis 1575 erweitern, bevor die Königin im Juni und Juli 1575 erneut bei ihm zu Gast war. Nach Leicesters Tod wurde das Anwesen an Robert Devereux, 2. Earl of Essex verpachtet. König Jakob I. verpachtete das Herrenhaus an Ludovic Stewart, 2. Duke of Lennox, den er 1608, 1610, 1612, 1614 sowie im August 1616 in Grafton Regis besuchte. Jakobs Sohn König Karl I. verpfändete das Haus 1624 an Sir Francis Crane, der ursprünglich in dem Haus eine Teppichmanufaktur einrichten wollte. 1628 kaufte er das Anwesen, ließ jedoch weite Teile abreißen, um Baumaterial für sein neues Haus im benachbarten Stoke Bruerne zu gewinnen. Nach Cranes Tod 1636 lebte seine Witwe Mary Crane in dem Herrenhaus. Während des englischen Bürgerkriegs wurde das Haus von dem Royalisten Sir John Digby besetzt, bis es Weihnachten 1643 von der Parlamentsarmee unter dem Earl of Essex belagert und zerstört wurde. 
Mary Crane vererbte die ausgebrannte Ruine an Marthana Wilson, die das Haus teilweise wiederaufbaute und vermietete. 1673 kaufte der König das Anwesen für seinen unehelichen Sohn Henry FitzRoy, den er 1675 zum Duke of Grafton erhob. Unter dem 2. Duke of Grafton diente das Herrenhaus 1697 als Wohnsitz des Duke of Shrewsbury und später als Wohnsitz für FitzRoys Mutter Isabella und ihren zweiten Ehemann Sir Thomas Hanmer. Für sich selbst errichtete der Duke of Grafton Wakefield Lodge als Wohnsitz in Northamptonshire, so dass Grafton Manor nach dem Tod von Hanmer als landwirtschaftliches Anwesen verpachtet wurde. Die Pächter erweiterten das Anwesen durch verschiedene Betriebsgebäude. 1919 und 1920 verkaufte der 8. Duke of Grafton Grafton Manor. Nach dem Zweiten Weltkrieg wurde das Herrenhaus bis 1960 als Privatschule genutzt. Danach diente es als Wohnhaus und kurzzeitig als Restaurant, derzeit wird es als Privatkrankenhaus genutzt.

## Baubeschreibung
Das heutige Gebäude stammt ursprünglich aus dem 16. Jahrhundert, wurde allerdings nach der Zerstörung 1643 im 17. und 19. Jahrhundert wesentlich erneuert und umgebaut. Das Haus auf ursprünglich E-förmigen Grundriss ist aus Kalkstein erbaut und besitzt ein Schieferdach. Der Mittelteil ist zweigeschossig, die beiden übergiebelten, leicht vorragenden Seitentrakte sind eingeschossig. Mittig besitzt das Haus einen niedrigen Eingangsvorbau, an der rechten Seite befindet sich ein Anbau aus Ziegeln aus dem 19. Jahrhundert. Von der Innenausstattung sind noch zwei Kamine und teilweise Stuckdecken erhalten. 
Südwestlich des Hauses befindet sich die sogenannte Chantry, die als Torhaus und Wirtschaftsgebäude des königlichen Jagdschlosses diente. Die zweigeschossige Gebäudegruppe aus dem 16. Jahrhundert diente als Stall und Scheune des landwirtschaftlichen Anwesens und wurde im 19. und 20. Jahrhundert umgebaut.